# 砷化铝
砷化鋁是一种半導體材料，它的晶格常數跟砷化鎵類似。砷化鋁的晶系為等軸晶系，熔點是1740 °C，密度是3.76 g/cm³，而且它很容易潮解。